# Saint-Escobille
Saint-Escobille ist eine französische Gemeinde mit 465 Einwohnern (Stand: 1. Januar 2022) im Département Essonne in der Region Île-de-France; sie gehört zum Arrondissement Étampes und ist Teil des Kantons Étampes (bis 2015: Kanton Dourdan). Die Einwohner werden Saint-Escobillois genannt.

## Geographie
Saint-Escobille liegt etwa 54 Kilometer südsüdwestlich von Paris. Umgeben wird Saint-Escobille von den Nachbargemeinden Authon-la-Plaine im Norden, Plessis-Saint-Benoist im Nordosten, Mérobert im Osten, Oysonville im Süden, Sainville im Südwesten sowie Garancières-en-Beauce im Westen.

## Bevölkerungsentwicklung
| Jahr                      | 1962 | 1968 | 1975 | 1982 | 1990 | 1999 | 2006 | 2012 |
| Einwohner                 | 255  | 231  | 210  | 325  | 429  | 492  | 467  | 454  |
| Quelle: Cassini und INSEE |      |      |      |      |      |      |      |      |

## Sehenswürdigkeiten

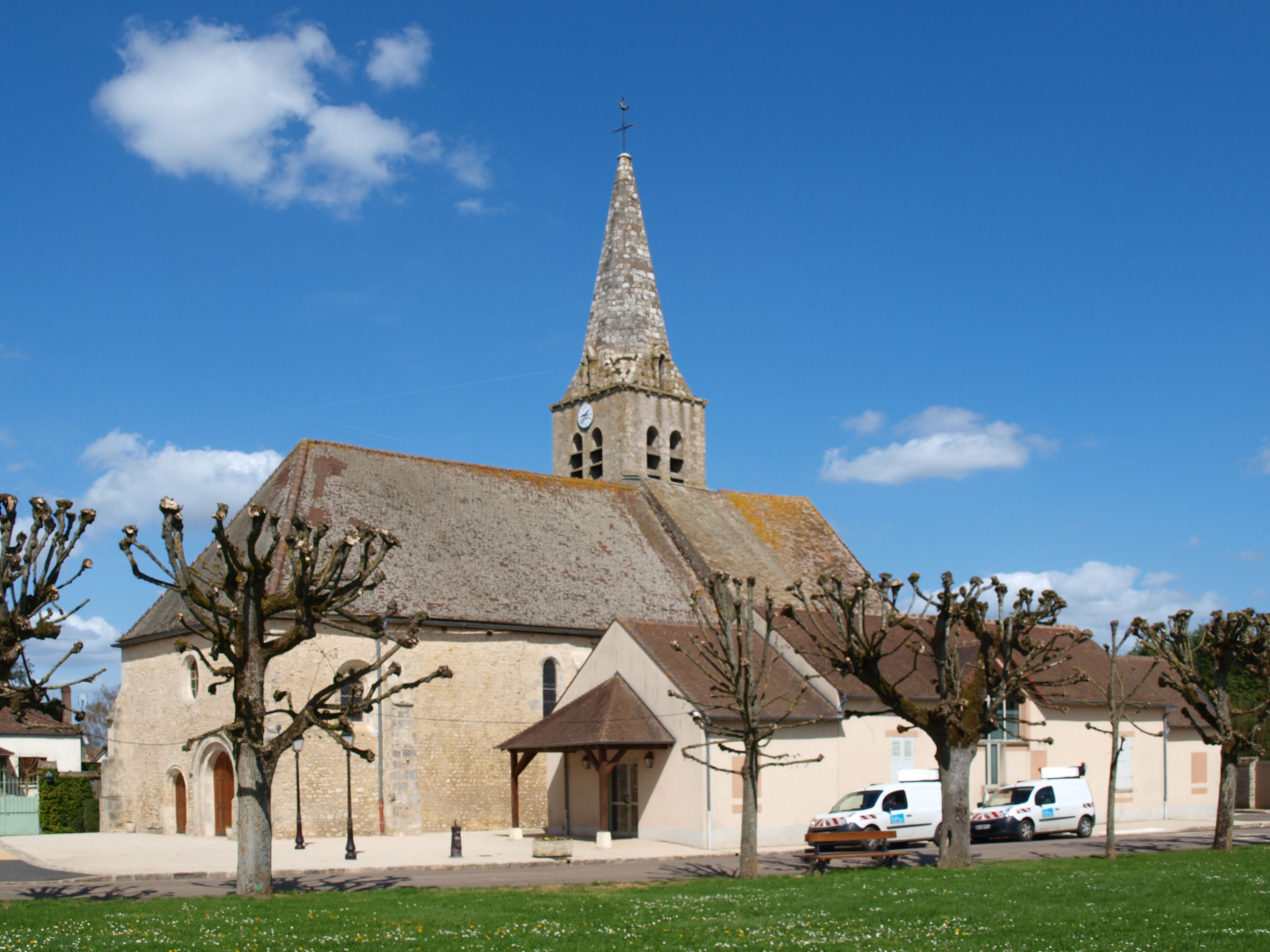
Kirche Saint-Denis

- Kirche Saint-Denis